# Galaxias maculatus
El puye o puyén chico (Galaxias maculatus) es una especie de pez teleósteo de la familia Galaxiidae.

## Descripción
Cuerpo alargado, poco comprimido, tronco redondo; cabeza pequeña y corta, dientes caniniformes sobre quijadas y paladar. Ausencia de escamas y barbillas. El ojo posee un párpado adiposo. El origen de las aletas dorsal y anal son coincidentes y posteriores; las ventrales en la mitad del cuerpo. Aleta caudal ligeramente cóncava.
Su color de fondo tiene tonalidades doradas verdosas, el dorso del cuerpo y cabeza con motas oscuras y flancos con manchas alargadas en sentido transversal. El opérculo y ojos son plateados. Las aletas, translúcidas con algunos melanóforos.
No tienen escamas en la piel, siendo anguiliformes en el estado postlarval. Pueden alcanzar unos 17 cm de largo como adulto. Los machos son todo plateados; las hembras tienen el abdomen transparente y abultado.
Desovan 1000 huevos las jóvenes, y hasta 7000 las mayores.

## Ecología
Se puede encontrar en tres ambientes: dulceacuícolas, estuarinos y marinos. Las poblaciones son pequeñas y se agrupan por clases de edad. Existen dos formas de puyes, diferentes morfológicamente: 
- diadrómicas: con alto número de vértebras, de 59 a 62
- dulceacuícolas: bajo número de vértebras, de 52 a 59.

Ambas formas se adaptan al agua marina. Poseen conducta migratoria anual asociada a la fase reproductiva. Las poblaciones de estuarios desovan en otoño, ajustándose a las máximas mareas, desovando en la vegetación adyacente, manteniéndose la puesta en un ambiente húmedo, eclosionando las larvas en la alta marea.

## Distribución
Se halla distribuido en el área circumpolar antártica, a latitudes superiores a 30° Lat. Sur. En Oceanía aparece en Australia (incluyendo Tasmania), Isla Lord Howe, Nueva Zelanda y las Islas Chatham.
En América del Sur a lo largo del lado chileno de los Andes, cerca de Valparaíso hasta el extremo sur de la cadena de islas al sureste de Tierra del Fuego. También en el lado oriental de los Andes en Argentina, en los lagos aislados (Meliquina, Traful, Nahuel Huapi, Gutiérrez, y Pellegrini), que desembocan en el Océano Atlántico a través del río Negro. También en las Islas Malvinas.

## Pesca
Fue la especie base de una actividad pesquera que ha disminuido notablemente en Chile, en Argentina, como en Nueva Zelanda.
Las postlarvas a los 6 meses miden 5 cm y en ese estado son aceptadas por el mercado europeo, costando allí U$D 120 el kg; al pescador en costa se le paga U$D 9 por kg.[cita requerida]